# Savaiʻi
Savaiʻi (Savaii) – wyspa wchodzących w skład terytorium Niezależnego Państwa Samoa. Wyspa pochodzenia wulkanicznego. Zamieszkana jest przez ok. 44 000 osób. Na wyspie znajdują się dwa porty (Salelologa i Asau).
Na wyspie znajduje się najwyższy szczyt w kraju – Silisili (1858 m).
Wyspa jest otoczona rafą koralową. Ludność wyspy zajmuje się uprawą kakaowców, bananów i kawy. Na wyspie znajduje się port lotniczy Asau.

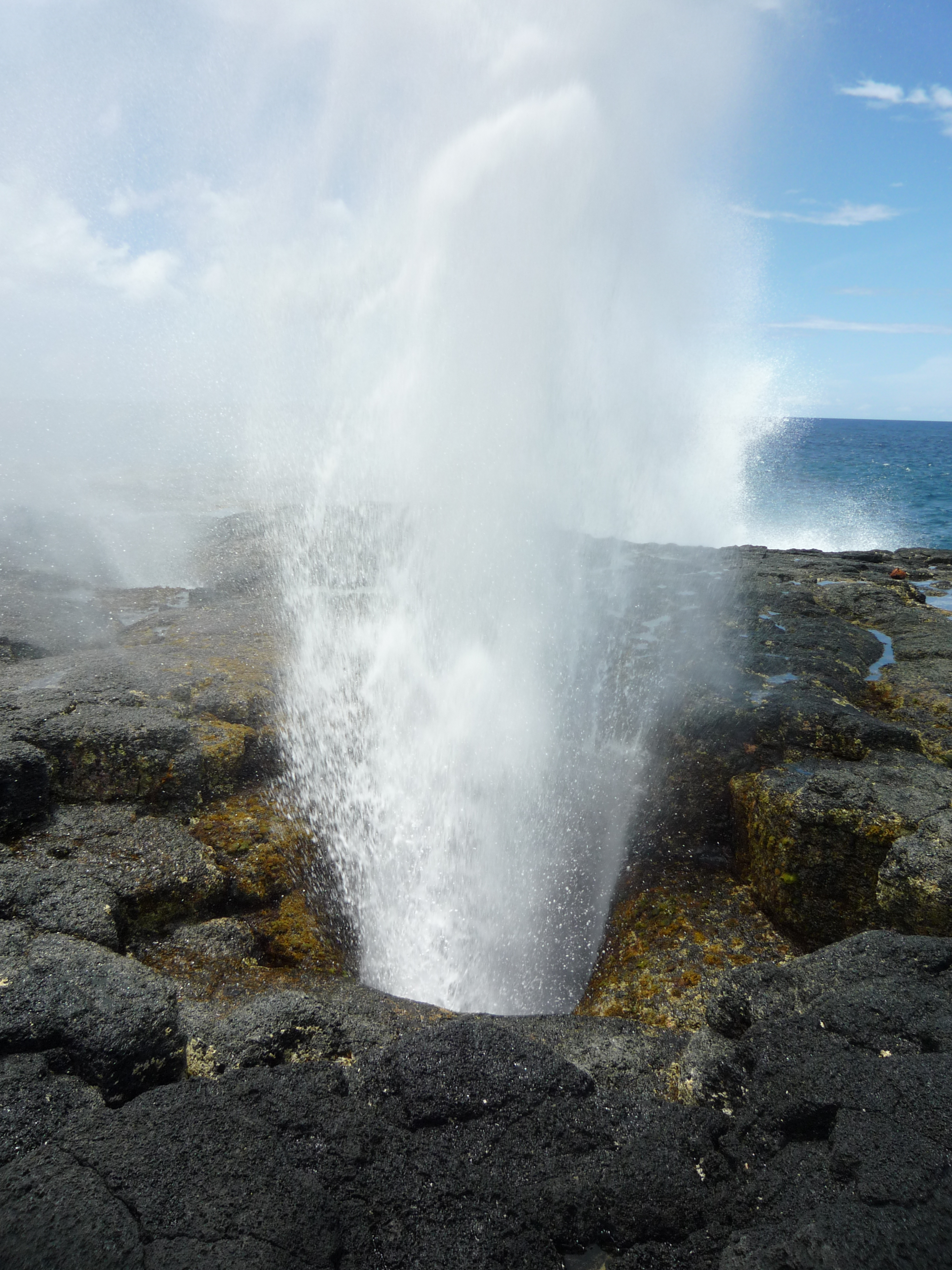
Pseudo-gejzer tworzony przez wodę morską trafiającą w nieczynne tunele lawowe na wybrzeżu wyspy

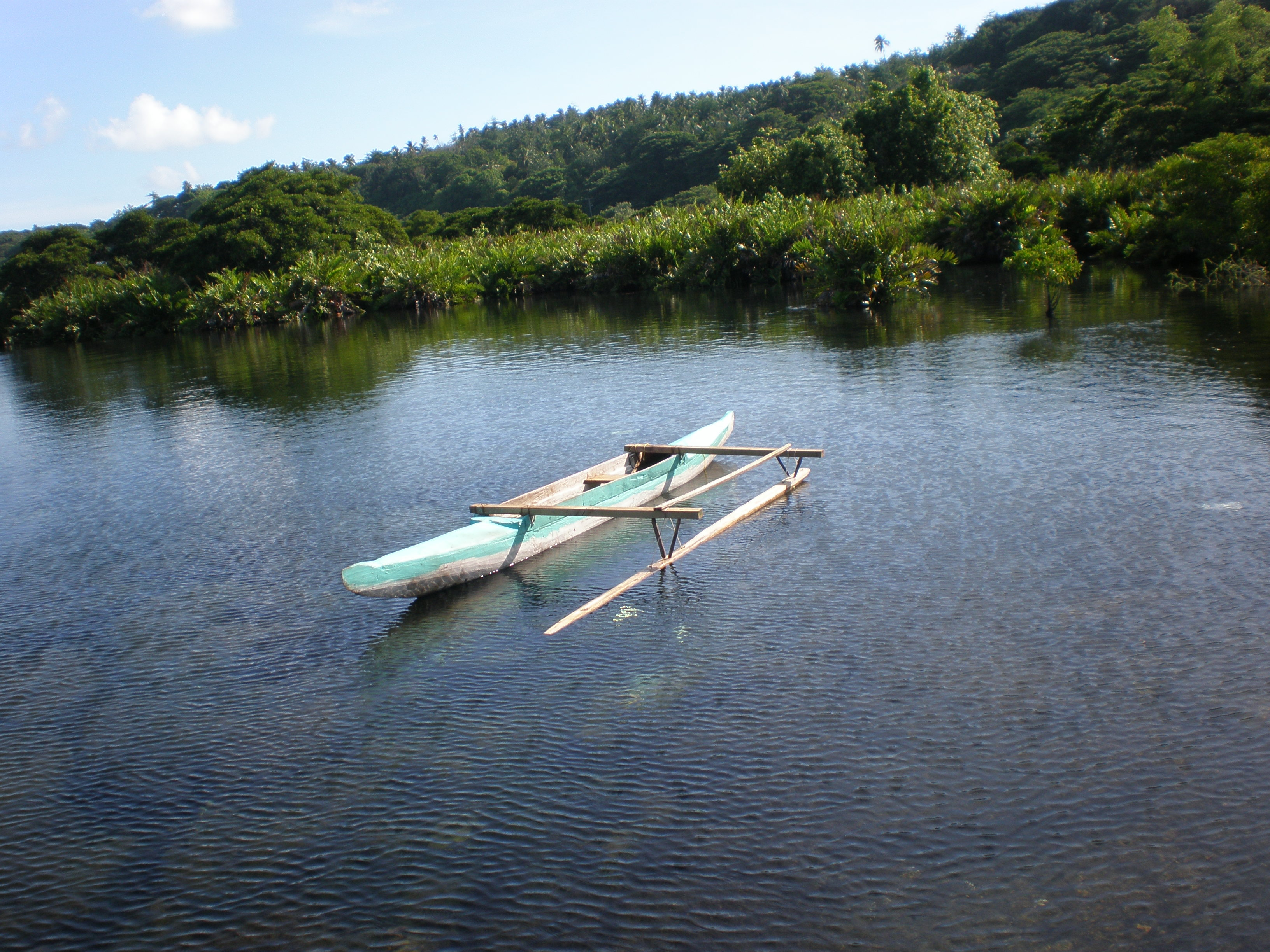
Kajak vaʻa ze wsi Matavai na Savaiʻi